# Gyűjtőpárt
A gyűjtőpártok vagy néppártok a pártok egyik típusát képviselik pl. a tömegpártokkal szemben.

## Történetük
Bár néppártnak nevezett pártok már a 19. és a 20. század fordulóján megjelentek (pl. Magyarországon a Katolikus Néppárt), valamint több párt egyesüléséből létrejött kormánypártok már az 1920-as években is létezek (pl. az Egységes Párt), a mai értelemben vett gyűjtőpárt vagy néppárt mint típus az 1960-as évektől terjedt el, gyakran a korábbi tömegpártok átalakulásával. Ez összefügg az általános és titkos választójog kiszélesedésével, a parlamenti demokráciák megerősödésével, valamint a társadalom szociális tagoltságának változásával (a középosztályosodással). Mivel ily módon a politika már valamennyi társadalmi réteget érinti, a pártok kénytelenek valamennyi réteg irányában politizálni.

## Jellemzőik
Fő jellemzőjük, hogy nem a folyamatos, szervezett pártakciókkal, hanem parlamenti-alkotmányos tevékenységükkel formálják a politikát, támogatóiktól, aktivistáiktól mindenekelőtt a választói szavazatokat várják. (Ebben az értelemben néha „választási pártnak” is nevezik ezeket.)

### Egyesült Államok
A Demokrata Párt a New Deal idején az 1930-as évektől az 1960-as évekig sátorpárt volt, miközben támogatta Franklin D. Roosevelt politikáját. Ez a koalíció hozta össze a szakszervezeteket, a munkásosztály szavazóit, a farmokkal kapcsolatos szervezeteket, a liberálisokat, a déli demokratákat, az afroamerikaiakat, a városi szavazókat és a bevándorlókat. Miközben most már csak kisebb mértékben számít nagy sátor pártnak, a Demokraták a mai napig is ideológiailag jelentősen megosztottak. William Mayer politológus azt írta, „a párt hihetetlen változatlansága egy szélesebb ideológiai és politikai háttérnek köszönhető, mely a Republikánusokénál is szélesebb.”
A Kék Kutya Koalíció a centralisták és a konzervatív demokraták gyűjtőpártja, akik m közül többen társadalmilag konzervatívok és pénzügyi vagy gazdasági téren progresszívek, vagy épp fordítva.

### Egyesült Királyság
Mikor Gordon Brown 2007-ben az Egyesült Királyság miniszterelnöke lett, több tagot is meghívott a kormányába, akik nem voltak a Munkáspárt tagjai. Köztük volt a CBI volt igazgatója, Digby Jones, aki államminiszter lett, és a Liberális Demokraták volt vezetője, Paddy Ashdown, akinek az Észak-írországi Államtitkárság vezetését ajánlották fel. A média Gordon kormányára sokszor utaltak úgy, hogy „a talentumok kormánya” vagy „Brown nagy sátra”.

## Más példák
- ANO 2011, Csehország[7][8]
- Osztrák Néppárt[9]
- Brazíliai Demokratikus Mozgalom, Brazília[10]
- Olasz Kereszténydemokrata Párt, Olaszország[11] (1943–1994)
- Kereszténydemokrata Unió,[9] Németország
- Fianna Fáil,[12][13] Írország
- Grúz Álom[14]
- Indiai Nemzeti Kongresszus[15]
- Iszlám Iráni Részvételi Front[16]
- Liberális Demokrata Párt,[17] Japán
- Kanadai Liberális Párt[18]
- Kanadai Progresszív Konzervatív Párt[19]
- Skót Nemzeti Párt[20][21]
- Szociáldemokrata Párt,[22] Portugália
- Dél-tiroli Néppárt[23][24]
- Egységes Oroszország,[25] Oroszország
- Együtt az Igenért,[26] Katalónia
- Nemzeti Regererációs Mozgalom,[27] Mexikó